# イージー (コモドアーズの曲)
「イージー」（Easy）は、1977年3月18日に発売されたコモドアーズのシングル。発売元はMotown。

## 収録曲
A-SIDE
1. Easy
(作詞・作曲：Lionel Richie / 編曲：The Commodores, James Anthony Carmichael)

B-SIDE
1. Can't Let You Tease Me
(作詞・作曲：Walter Orange / 編曲：The Commodores, James Anthony Carmichael)
  - 4thアルバム『Hot on the Tracks』収録曲。

## タイアップ
Easy
- 映画『ハットしてキャット』挿入歌 (2003年)
- 映画『Roll Bounce』挿入歌 (2005年)
- 映画『イエロー・ハンカチーフ』挿入歌 (2008年)
- 映画『SUPER8/スーパーエイト』挿入歌 (2011年)
- 映画『Mr.ズーキーパーの婚活動物園』挿入歌 (2011年)
- 映画『私にだってなれる! 夢のナレーター単願希望』挿入歌 (2013年)
- 映画『パパVS新しいパパ』挿入歌 (2015年)
- 映画『ベイビー・ドライバー』挿入歌（2017年）

## フェイス・ノー・モアによるカバー
1992年12月29日にフェイス・ノー・モアがシングルとしてリリース。発売元はSlash Records。国によって表記が異なり、「Easy」と「I'm Easy」の表記がある。

### 収録曲
1. I'm Easy [3:08]
(作詞・作曲：Lionel Richie)
2. Be Aggressive [3:41]
(作詞・作曲：Faith No More)

#### CT
A-SIDE
1. I'm Easy [3:08]
2. Be Aggressive [3:41]

B-SIDE
1. I'm Easy [3:08]
2. Be Aggressive [3:41]

#### 7inch
A-SIDE
1. I'm Easy [3:08]

B-SIDE
1. Be Aggressive [3:41]